# Devarodes picroides
Devarodes picroides là một loài bướm đêm trong họ Geometridae.